# Madari - Papoutsa
Madari - Papoutsa este o arie protejată (arie specială de conservare — SAC, sit de importanță comunitară — SCI) din Cipru întinsă pe o suprafață de 4.578,16 ha, integral pe uscat.

## Localizare
Centrul sitului Madari - Papoutsa este situat la coordonatele 34°57′30″N 33°00′00″E / 34.9583°N 33°E.

## Înființare
Situl Madari - Papoutsa a fost declarat sit de importanță comunitară în mai 2004 pentru a proteja 2 specii de plante și 64 de specii de animale. Situl a fost protejat și ca arie specială de conservare în septembrie 2015.

## Biodiversitate
Situată în ecoregiunea mediteraneană, aria protejată conține 11 habitate naturale: Pante stâncoase silicioase cu vegetație casmofită, Păduri de Cupressus (Acero-Cupression), Păduri de Platanus orientalis și Liquidambar orientalis (Platanion orientalis), Tufărișuri și vegetație forestieră joasă cu Quercus alnifolia, Păduri cu Quercus infectoria (Anagyro foetidae-Quercetum infectoriae), Păduri de pin (sub-) mediteraneene cu pini negri endemici, Păduri de pin mediteraneene cu pini mezogeni endemici, Păduri endemice cu Juniperus spp., Matorral arborescenți cu Juniperus spp., Sarcopoterium spinosum phryganas, Grohotișuri est-mediteraneene.
La baza desemnării sitului se află mai multe specii protejate:
- plante (2): Chionodoxa lochiae, Crocus cyprius
- păsări (59): uliu porumbar (Accipiter gentilis), uliu păsărar (Accipiter nisus), lăstunul mare (Apus apus), Apus pallidus, Aquila fasciata, caprimulg (Caprimulgus europaeus), rândunică roșcată (Cecropis daurica), Certhia brachydactyla dorotheae, Clamator glandarius, botgros (Coccothraustes coccothraustes), cuc (Cuculus canorus), Emberiza caesia, măcăleandru (Erithacus rubecula), Falco eleonorae, șoim călător (Falco peregrinus), cinteză (Fringilla coelebs), vulturul pleșuv sur (Gyps fulvus), rândunică (Hirundo rustica), Iduna pallida, capîntortură (Jynx torquilla), sfrâncioc roșiatic (Lanius collurio), Lanius nubicus, ciocârlie de pădure (Lullula arborea), privighetoare (Luscinia megarhynchos), mierlă de piatră (Monticola saxatilis), mierlă albastră (Monticola solitarius), muscar sur (Muscicapa striata), Oenanthe cypriaca, pietrar mediteranean (Oenanthe hispanica), Oenanthe isabellina, pietrar sur (Oenanthe oenanthe), grangur (Oriolus oriolus), vrabie negricioasă (Passer hispaniolensis), Periparus ater cypriotes, viespar (Pernis apivorus), codroș de munte (Phoenicurus ochruros), codroșul de pădure (Phoenicurus phoenicurus), pitulice de munte (Phylloscopus collybita), pitulice sfârâitoare (Phylloscopus sibilatrix), pitulice-fluierătoare (Phylloscopus trochilus), brumăriță de pădure (Prunella modularis), aușel cu cap galben (Regulus regulus), scatiu (Spinus spinus), turturică (Streptopelia turtur), silvie cu cap negru (Sylvia atricapilla), silvie de zăvoi (Sylvia borin), silvie de câmp (Sylvia communis), silvie-mică (Sylvia curruca), Sylvia hortensis, Sylvia melanothorax, silvie porumbacă (Sylvia nisoria), Sylvia ruppeli, sturzul viilor (Turdus iliacus), mierlă (Turdus merula), sturz-cântător (Turdus philomelos), sturz (Turdus pilaris), mierlă gulerată (Turdus torquatus), sturzul de vâsc (Turdus viscivorus), pupăză (Upupa epops)
- mamifere (2): liliacul mare cu potcoavă (Rhinolophus ferrumequinum), liliacul mic cu potcoavă (Rhinolophus hipposideros)
- nevertebrate (1): Euplagia quadripunctaria
- reptile (2): Coluber cypriensis, Natrix natrix cypriaca

Pe lângă speciile protejate, pe teritoriul sitului au mai fost identificate 6 specii de plante, 11 specii de păsări, 2 specii de amfibieni, 4 specii de mamifere, 4 specii de nevertebrate, 5 specii de reptile.